# Raumplan
Un f.vdm est un plan en trois dimensions ; c'est une manière de projeter spécifique à l'architecte autrichien Adolf Loos. La traduction littérale de Raumplan serait "projeter dans l'espace".

## Principes fondateurs[1]
(juillet 2009).
Projeter en trois dimensions (3D) dans l'espace. Il faut constamment imaginer le projet dans l'espace.
Utiliser des volumes réguliers et compacts ayant des configurations géométriques élémentaires.
Attribuer à chaque pièce une hauteur appropriée à sa fonction
Établir un modèle spatial centrifuge, déterminé souvent par des rotations axiales et qui "donne lieu à une multitude d'annexes en forme de niches, de part et d'autre des différents espaces" ainsi que des points de vue diversifiés, accentués par des symétries partielles ou des asymétries.
À partir d'un volume prismatique, travailler par l'addition ou la soustraction de volumes simples, subordonnée à l'organisation intérieure des espaces.
Procéder de l'intérieur vers l'extérieur. Pour Loos "les murs, les plafonds, les planchers, l'enveloppe matérielle déterminant les espaces de la vie quotidienne constituaient l'élément premier; les façades l'élément second. Mais dans cette hiérarchie de la conception 'second' ne signifie pas superflu: il désigne la seconde phase, ce qui se produit dans un second temps."
Dessiner la façade selon les règles compositives, la forme et la disposition des ouvertures ne suivant pas des impératifs fonctionnels.
Établir un seuil entre les étages par des circulations verticales souvent différenciées.
Adopter un langage architectural basé sur des murs crépis, lisses et sans ornements. Principe de discrétion et de simplicité.